# Hrabstwo Richmond (Karolina Północna)
Hrabstwo Richmond (ang. Richmond County) – hrabstwo w stanie Karolina Północna w Stanach Zjednoczonych.

## Geografia
Według spisu z 2000 roku obszar całkowity hrabstwa obejmuje powierzchnię 480 mil2 (1243,19 km²), z czego 474 mile2 (1227,65 km²) stanowią lądy, a 6 mil2 (15,54 km²) stanowią wody. Według szacunków United States Census Bureau w roku 2012 miało 46 627 mieszkańców. Jego siedzibą administracyjną jest Rockingham.

### Miasta
- Dobbins Heights
- Ellerbe
- Hamlet
- Hoffman
- Norman
- Rockingham

### CDP
- Cordova
- East Rockingham